# فيليبوس (حوار)
فيليبوس (باليونانية: Φίληβος)، هو أحد الحوارات السقراطية الباقية والذي كتب في القرن الرابع قبل الميلاد والذي كتبه الفيلسوف الإغريقي أفلاطون. المتحدث الرئيسي في الحوار هو سقراط، والمتحدثون الآخرون هم فيليبوس وبروتارخوس. يدافع فيليبوس عن حياة البهجة والمتعة، والتي يصفها سقراط بأنها مثل حياة المحار، لا يكاد يشارك بشيء في الدنيا، ويدافع عنه بروتارخوس، الذي تعلم فن الحجج من السفسطائيين.
أغلب المخطوطات تضع عنوانا فرعيا على العمل هو "بما يتعلق بالمتع والأخلاق"، أو بعبارة أخرى يتساءل عن أفضل طريقة للحياة. ولكن هناك أجزاء كبيرة في الحوار تتعامل مع الجدليات وعلم الوجود ولكن لا علاقة لها بالمتعة والأخلاق، أو إذا كان كذلك، فبشكل غير مباشر.